# 제레미 카도
제레미 카도(프랑스어: Jérémy Cadot, 1986년 11월 7일~)는 프랑스의 펜싱 선수로 주 종목은 플뢰레이다. 2016년 하계 올림픽에서 남자 플뢰레 단체전 은메달을 획득했고 세계 선수권 대회에서 동메달 2개를 획득했다.

## 수상

### 수훈
- 국가공로훈장 슈발리에급(2016년 12월 1일)